# 细粒近扇蟹
细粒近扇蟹（学名：Xanthias lamarckii）为扇蟹科近扇蟹属的动物。分布于日本、夏威夷、土阿莫土岛、萨摩亚群岛、斐济群岛、吉尔伯特群岛、马绍尔群岛、安达曼群岛、印度、斯里兰卡、东非、台湾岛以及中国大陆的西沙群岛、海南岛等地，生活环境为海水，常见于珊瑚礁丛中。